# Amedeo Tommasi
Pour les articles homonymes, voir Tommasi.
Amedeo Tommasi, né le 1er décembre 1935 à Trieste et mort le 13 avril 2021 à Rome, est un pianiste et compositeur italien dans le domaine du jazz moderne, de la musique électronique et de la musique de film.

## Biographie
Amedeo Tommasi a commencé sa carrière comme tromboniste de jazz dans une Jazz Band à Bologne. Il est devenu célèbre en Italie en 1960 grâce à l’émission de radio La coppa di jazz, puis se dédie au piano et au jazz moderne. En 1961, il s’est produit dans divers festivals de jazz comme le Festival de Sanremo et a reçu le premier prix au Bled Festival en Yougoslavie. Au cours des années suivantes, des enregistrements ont été réalisés avec Chet Baker (Chet is Back), René Thomas/Bobby Jaspar, Buddy Collette, Conte Candoli et Jacques Pelzer. À partir du début des années 1970, il travaillé  comme compositeur de films et a notamment travaillé pour Gianfranco Baldanello, Guido Leoni, Pupi Avati, Dario Argento, Mino Guerrini et Fabrizio Costa. En tant que conseiller musical, il a travaillé pour le film de Giuseppe Tornatore, La Légende du pianiste sur l'océan (1999), dans lequel il a fait une apparition caméo en tant que pianiste. Il a également présenté une série d’albums de musique électronique. Tommasi s’est  produit sous les pseudonymes Amedeo Forte et Di Jarrell. En 2010, il a participé au documentaire Pupi Avati, ieri oggi domani de Claudio Costa.

## Filmographie (musique)
- 1968 : Ringo ne devait pas mourir (I lunghi giorni dell’odio) de Gianfranco Baldanello.
- 1970 : Thomas e gli indemoniati (Mise en scène : Pupi Avati).
- 1970: Balsamus, l'homme de Satan(Balsamus l'uomo di Satana) de Pupi Avati.
- 1975 : La Mazurka du baron (La mazurka del barone, della santa e del fico fiorone) de Pupi Avati.
- 1976 : Bordella de Pupi Avati.
- 1976 : Le séminariste de Guido Leoni.
- 1976 : La Maison aux fenêtres qui rient (La casa dalle finestre che ridono) de Pupi Avati.
- 1977 : Tutti defunti... tranne i morti de Pupi Avati.
- 1977 : Buttiglione diventa capo del servizio segreto de Mino Guerrini.
- 1979 : L'Étrange Visite (Le strelle nel fosso)  de Pupi Avati.
- 1993 : Passioni (série TV, mise en scène : Fabrizio Costa)
- 1994 : Un amore americano de Piero Schivazappa
- 2001 : Le Sang des innocents (Non ho sonno) de  Dario Argento.

## Discographie
- 1973 : Amedeo Tommasi - Synthesiser (Cenacolo)
- 1973 : Amedeo Tommasi - Spazio (Cenacolo)
- 1976 : Di Jarrell - April Orchestra Présente RCA Sound Vol. 5 (RCA, 1976)
- 1981 : Amedeo Tommasi - Grandangolo (Cenacolo, 1981)
- 1986 : Amedeo Tommasi & Stefano Torossi - Tecnologia Elettronica (Costanza Records, 1986)
- 1989 : Amedeo Tommasi e Stefano Torossi - Strumentali : L’uomo E La Natura (Nuovo Repertorio Editoriale, 1989)
- 2007 : Amedeo Tommasi - The Sound (2007)
- 2009 : Narassa / Amedeo Tommasi - Made in U.S.A. (Arision, 2009)